# Хрватска бискупска конференција
Хрватска бискупска конференција је скупштина бискупа Католичке цркве са сједиштем у Републици Хрватској.

## Историја
Током 1991, након распада СФРЈ, Хрватска је добила државну независност и самосталност. Света столица је признала Републику Хрватску као самосталну државу 13. јануара 1992. године. Након тога, хрватски епископат израдио је предлог за установљење Хрватске бискупске конференције.
Света столица је декретом од 15. маја 1993. године утемељила за католичке бискупије на подручју Хрватске — Хрватску бискупску конференцију (ХБК) одобривши њен статут.
За првог предсједника ХБК је изабран кардинал Фрањо Кухарић, надбискуп и метрополит загребачки.
Статус ХБК обновљен је 5. фебруара 2000. године. Службу предсједника Хрватске бискупске конференције у два мандата (1997—2007) обављао је кардинал Јосип Бозанић, надбискуп и метрополит загребачки.
На Пленарном засједању Хрватске бискупске конференције у Госпићу (октобар 2007) за предсједника ХБК је изабран Марин Сракић, надбискуп и метрополит ђаковачко-осјечки. Потпредсједници су били кардинал Јосип Бозанић, метрополит и надбискуп загребачки, и монсињор Марин Баришић, надбискуп и метрополит сплитско-макарски.
На 45. пленарном засједању Хрватске бискупске конференције (новембар 2012) за предсједника је изабран монсињор др Желимир Пуљић, метрополит и надбискуп задарски.
Хрватску бискупску конференцију чини 18 бискупија и Војни ординаријат у Републици Хрватској. Бискупије су укључене у четири метрополије: Ђаковачко-осјечку, Ријечку, Сплитско-макарску и Загребачку, док је Задарска надбискупија непосредно потчињена Светој столици.
Бискупи с подручја Босне и Херцеговине имају своју Бискупску конференцију.
Хрватска бискупска конференција је пуноправни члан Савјета бискупских конференција Европе, а у Савјету бискупских конференција Европске уније има статус посматрача.

## Чланови
- кардинал Јосип Бозанић, потпредсједник;
- монсињор Иван Девчић;
- монсињор Марин Баришић;
- монсињор Миле Боговић;
- монсињор Мијо Горски;
- монсињор Ђуро Хранић;
- монсињор Вјекослав Хузјак;
- монсињор Анте Ивас;
- монсињор Јурај Језеринац;
- монсињор Никола Кекић;
- монсињор Владо Кошић;
- монсињор Дражен Кутлеша;
- монсињор Јосип Мрзљак;
- монсињор Валентин Позаић;
- монсињор Желимир Пуљић, предсједник;
- монсињор Иван Шашко;
- монсињор Антун Шкворчевић;
- монсињор Слободан Штамбук;
- монсињор Мате Узинић;
- монсињор Валтер Жупан.

Умировљени бискупи:
- монсињор Антун Богетић;
- монсињор Иван Милован;
- монсињор Марин Сракић.